# Minúsculo 699
Minúsculo 699 (numeração de Gregory-Aland), δ104 (von Soden) é um manuscrito minúsculo grego do Novo Testamento, em folhas de pergaminho, datado paleograficamente como sendo do século XI. Algumas folhas se perderam. Scrivener numerou-o como 603e.
O manuscrito está atualmente na Biblioteca Britânica, em duas coleções. 302 folhas estão nos "Manuscritos adicionais" (28815) e outras 67, na coleção Egerton (3145).

## Descrição
O códice contem o texto do Novo Testamento em 369 folhas de pergaminho (tamanho 29,3 cm por 20,6 cm), com algumas lacunas (Romanos 16:19–27; I Coríntios 1:1–11; II Coríntios 10:9–13; Gálatas 1:1–12). Quatro folhas estão em papel não-laminado. A ordem dos livros é a usual para os manuscritos gregos: Evangelhos, Atos, epístolas católicas, epístolas paulinas (com Hebreus antes de 1 Timóteo) e o Apocalipse de João.
O texto está escrito em uma coluna de 30 linhas por página. O texto de Mateus 23:1–20 foi acrescentado por um escriba posterior. Os cabeçalhos são coloridos com detalhes dourados, assim como as grandes letras iniciais no início de cada um dos livros. As iniciais menores são em vermelho e dourado.
O texto está dividido em κεφαλαια ("capítulos") cujos números estão na margem esquerda. Os τιτλοι ("títulos") estão no topo ou no final de cada uma das páginas. O texto também está dividido de acordo com as seções amonianas, mas não há referências aos cânones de Eusébio. No final de três das folhas está um trecho incompleta do tratado de Pseudo-Doroteu, bispo de Tiro, sobre os Setenta Discípulos e os doze apóstolos, assim como também nos minúsculos 82, 93, 177, 459, 613 e 617).

## Texto

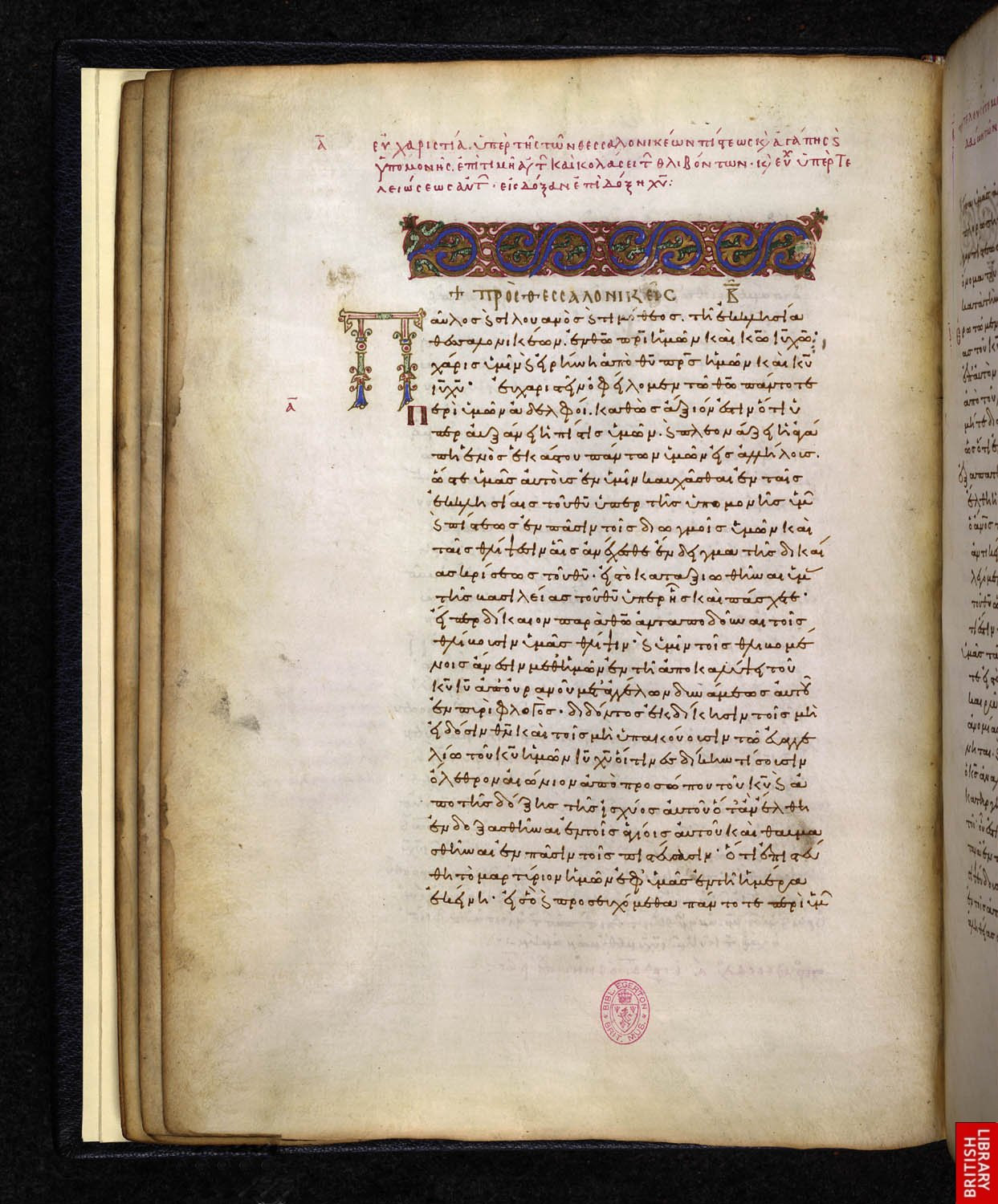
Reto do Folio 18, o começo de 1 Tessalonicenses, com a cabeçalho decorado.

O texto grego do códice é representativo do texto-tipo bizantino. Hermann von Soden o classificou como parte da família textual Family K1. De acordo com Soden, este grupo representa a forma mais antiga do texto-tipo bizantino, que descende do século IV e é resultado da recensão de Luciano.

Kurt Aland colocou-o na Categoria V.
Este manuscrito não contém o Mateus 16:2b-3 ("sinal dos tempos").

## História
Scrivener datou o manuscrito como sendo do século X ou XI, enquanto que Gregory o colocou no século XI. Atualmente ele está datado pelo INTF no século XI. Ele foi provavelmente escrito em Constantinopla.
Em 1864, o manuscrito estava nas mãos de um comerciante em Janina, em Epeiros. Ele foi comprado por um representante da baronesa de Burdett-Coutts (1814 - 1906), uma filantropa, juntamente com outros manuscritos gregos do Novo Testamento. Eles foram levados para a Inglaterra em 1871. Parte do manuscrito (Egerton 3145) foi adquirido pelo Museu Britânico em 8 de outubro de 1938.
O manuscrito foi presenteado à Escola Sir Roger Cholmely por Burdett-Coutts e permaneceu em Highgate (Burdett-Coutts II. 4), em Londres. Scrivener o examinou e coligiu o texto. Sua colação foi editada postumamente em 1893.
Ele foi adicionado à lista de manuscritos do Novo Testamento por Scrivener (603) e Gregory (699).
Ele foi examinado e descrito por S. T. Bloomfield, Dean Burgon e Edward A. Guy. Gregory viu o manuscrito em 1883. Herman C. Hoskier coligiu o texto do Apocalipse.